# Georg Suttner
Sven Oskar Georg Suttner, född 26 juli 1922 i Laxarby församling, Älvsborgs län, död 28 januari 2014, var en svensk målare och tecknare. 
Han var son till folkskolläraren Ascar Andrin Gustafsson och Ethel Lovisa Emilia Suttner och från 1953 gift med operasångerskan Solange Baltazar. Suttner började måla redan under sin studietid vid realskolan och tog då intryck av sina äldre dalsländska konstnärskolleger Otto Hesselbom och Olof Sager-Nelson. Han fortsatte sina studier vid Valands målarskola 1943 men tvingades avbryta sina studier på grund av militärtjänst. I Göteborg tog han intryck av det västsvenska måleriet och Göteborgskoloristerna. Efter sin tid vid militären studerade han Statens håndverks- og kunstindustriskole i Oslo 1947–1948 och Det Kongelige Danske Kunstakademi 1948–1949. Efter tiden i Köpenhamn reste han till Paris där han studerade för Fernand Léger 1950–1951 och som han själv beskriver det där lärde han sig måla rent och att arbeta med färgen. Han tilldelades Dalslands konstförenings resestipendium och företog ett flertal studieresor till bland annat Nederländerna, Belgien, Tyskland, Italien och Sovjet. Separat ställde han ut på Lilla galleriet i Stockholm 1955 och 1960, Maneten i Göteborg, Södertälje, Sandviken, Åmål och Bengtsfors. Tillsammans med Olle Ängkvist i Uppsala och tillsammans med Arne Isacsson och Batte Sahlin i Karlstad. Han medverkade i Decemberutställningarna på Göteborgs konsthall vandringsutställningen Swedish Abstract i USA, Sveriges allmänna konstförenings Stockholmssalonger på Liljevalchs konsthall samt i konstnärsgruppen Aktiv färgs utställning på Galerie Blanche i Stockholm. Som en protest mot 1960-talets popkonstfilosofi arrangerade han 1964 en polemisk drop och drive in utställning av polyrealistisk karaktär av Gamla stan i Stockholm. Han var initiativtagare till konstnärsgruppen Aktiv Färg, som framträdde i början av 1960-talet med utställningar i bland andra Stockholm, Lund och Skövde. Han konst är abstrakt och expressionistisk. 
Han tilldelades Hederslegionen 1983, Dalslandsmedaljen 1985 och Illis quorum 1999.

## Pedagogisk verksamhet
Georg Suttner var huvudlärare, vice skolchef och rektor vid Gerlesborgsskolan. Han var tillsammans med Arne Isacsson initiativtagare till Gerlesborgsskolan i Stockholm 1958. Åren 1956-1958 tjänstgjorde han som lärare tillsammans med Evert Lundquist vid Académie Libre i Stockholm. Han var även huvudlärare och prefekt vid Konsthögskolan Valand i Göteborg, rektor för Kungliga Konsthögskolan i Stockholm 1981-1987 och professor i måleri och prefekt vid Konsthögskolan i Umeå 1987-1989.
År 1955 invigdes Georg Suttners första monumentalmålning Hav och land på Gamla Folket hus i Hunnebostrand. Huset skulle senare rivas och målningen skulle då bli förstörd. Därför ordnades via Nya Folkets hus-föreningen medel och 2010 sprängde upphovsmannen själv det gamla verket vid en högtidlig ceremoni. En halvtimme senare kunde Suttner inviga ett nytt verk, Hav och land II, sittande utanpå Hunnebostrands Nya Folkets hus, ett hus, som sedan döptes om till Kulturhuset Hav och land. Suttner är representerad vid Moderna museet i Stockholm.
I ett manuskript "Om konstnärsutbildningen" från 1980 lämnade han synpunkter på konstnärsutbildningen och utvecklade sina tankar om teknik och vikten av att erövra egen kunskap som konstnär.